# Anthony Ruivivar
Anthony Michael Ruivivar  (Honolulu, Hawái, 4 de noviembre de 1970) es un actor estadounidense conocido por interpretar al paramédico Carlos Nieto en la serie Third Watch.

## Biografía
Nació en Honolulu, Hawái, de un padre músico. Ruivivar habla castellano.
En enero de 1998 se casó con la actriz estadounidense Yvonne Jung, la pareja tiene dos hijos Kainoa Ruivivar nacida el 29 de agosto del 2002 y Levi Ruivivar nacido el 3 de mayo del 2006.

## Carrera
Las primeras apariciones de Ruivivar en películas son Race the Sun (1996) y en Starship Troopers (1997) donde interpretó a Shujimi, un personaje menor.
En 1999 obtuvo su papel más importante en la televisión cuando se unió al elenco principal de la serie Third Watch donde interpretó al paramédico Carlos Nieto, en la serie su personaje se casó con Holly Levine (interpretada por su verdadera esposa Yvonne Jung) en el final de la serie.
También ha aparecido en series dramáticas, policíacas Numb3rs, Criminal Minds y CSI: Crime Scene Investigation como detective o agente de FBI.
En el 2007 se unió al elenco de la serie Traveler donde dio vida al agente Guillermo Borjes, que investiga el caso del atentado del Drexler.
En el 2009 interpretó al agente del FBI Dardis en un episodio de la serie Lie to Me.
En el 2010 se unió al elenco de la serie The Whole Truth donde interpretó a Alejo Salazar hasta el 2011.
En el 2012 apareció como invitado en la serie Major Crimes donde dio vida al abogado Ozzy Michaels.
En el 2013 apareció en varios episodios de la serie Southland donde interpretó al oficial Hank Lucero. También se unió a la serie animada Beware the Batman donde presta su voz para el personaje de Bruce Wayne.
Ese mismo año se unió al elenco recurrente de la serie Banshee donde interpreta a Alex Longshadow.
En el 2014 apareció en la película Larry Gaye: Renegade Male Flight Attendant donde interpretó al administrador de la escuela de vuelo. También ese mismo año, apareció en 4 episodios de Hawaii Five-0 con el personaje de Marco Reyes.

## Filmografía

### Series de televisión
| Año             | Título                              | Personaje           | Notas                             |
| --------------- | ----------------------------------- | ------------------- | --------------------------------- |
| 2018            | The Haunting of Hill House          | Kevin Harris        | 8 episodios                       |
| 2015            | American Horror Story: Hotel        | Richard Ramirez     | Episodio: "Devil's Night"         |
| 2014            | Hawaii Five-0                       | Marco Reyes         | 4 Episodios                       |
| 2013 - presente | Banshee                             | Alex Longshadow     | 10 episodios                      |
| 2013 - presente | Beware the Batman                   | Bruce Wayne         | 13 episodios                      |
| 2013            | Castle                              | Barrett Hawke       | Episodio: "A Murder Is Forever"   |
| 2013            | Revolution                          | General Carver      | Episodio: "Dead Man Walking"      |
| 2013            | Southland                           | Hank Lucero         | 7 episodios                       |
| 2012            | The Mentalist                       | Victor Phipps       | Episodio: "Black Cherry"          |
| 2012            | Major Crimes                        | Ozzy Michaels       | 3 episodios                       |
| 2012            | Burn Notice                         | Rafael Montero      | Episodio: "Mixed Messages"        |
| 2010 - 2011     | The Whole Truth                     | Alejo Salazar       | 13 episodios                      |
| 2011            | American Horror Story: Murder House | Miguel Ramos        | Episodio: "Afterbirth"            |
| 2011            | The Good Wife                       | Capitán Moyer       | Episodio: "Whiskey Tango Foxtrot" |
| 2009            | Lie to Me                           | Agente Dardis       | Episodio: "A Perfect Score"       |
| 2007            | Chuck                               | Tommy               | 2 episodios                       |
| 2007            | CSI: Crime Scene Investigation      | Det. Ruben Bejarano | Episodio: "Who and What"          |
| 2007            | Traveler                            | Guillermo Borjes    | 8 episodios                       |
| 2007            | Criminal Minds                      | Lt. Ricardo Vega    | Episodio: "Ashes and Dust"        |
| 2007            | Numb3rs                             | Agente Cordero      | Episodio: "Finders Keepers"       |
| 2006            | Close to Home                       | Detective Vega      | Episodio: "Escape"                |
| 1999 - 2005     | Third Watch                         | Carlos Nieto        | 131 episodios                     |
| 2005            | Medical Investigation               | Carlos Nieto        | Episodio: "Half Life"             |
| 1997            | All My Children                     | Enrique "Ricky"     | 2 episodios                       |
| 1997            | Law & Order                         | Raymond Cartena     | Episodio: "Mad Dog"               |

### Películas
| Año  | Título                                     | Personaje           | Notas                                                                                                 |
| ---- | ------------------------------------------ | ------------------- | --- |
| 2014 | Larry Gaye: Renegade Male Flight Attendant | Administrador       | Junto a Stanley Tucci, Patrick Warburton, Rebecca Romijn y Jayma Mays                                 |
| 2011 | Silent Witness                             | Michael Ramos       | Junto a Dermot Mulroney, Michael Cudlitz, Anne Heche y Lisa Berry                                     |
| 2011 | The Adjustment Bureau                      | McCrady             | Junto a Matt Damon, Emily Blunt, Michael Kelly, Anthony Mackie y John Slattery                        |
| 2008 | A Perfect Getaway                          | Chronic             | Junto a Steve Zahn, Timothy Olyphant, Milla Jovovich, Kiele Sanchez, Marley Shelton y Chris Hemsworth |
| 2008 | Tropic Thunder                             | Sargento de pelotón | Junto a Ben Stiller, Robert Downey Jr., Jack Black, Jay Baruchel, Brandon T. Jackson y Tom Cruise     |
| 1997 | Starship Troopers                          | Shujimi             | Junto a Casper Van Dien, Dina Meyer, Denise Richards, Jake Busey, Neil Patrick Harris y Clancy Brown  |

### Teatro
| Año  | Obra    | Personaje | Teatro         | Notas               |
| ---- | ------- | --------- | -------------- | ------------------- |
| 2001 | Watcher | Nestor    | Cap 21 Theater |                     |
| 2003 | Safe    | -         | -              | Director y escritor |